# Antonija Šola

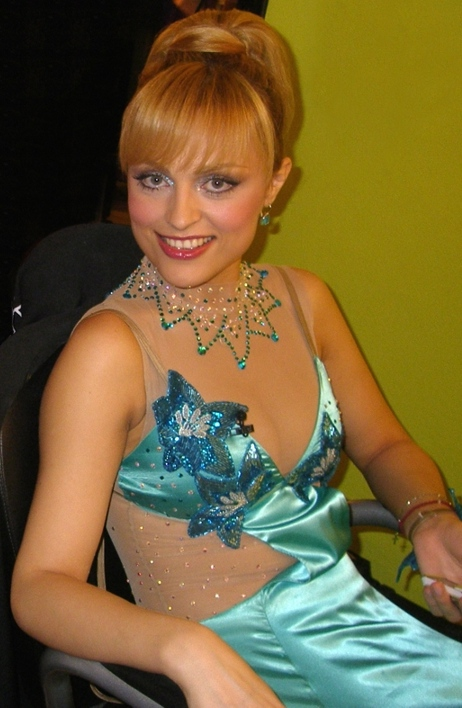
Antonija Šola

Antonija Šola (* 5. Juni 1979 in Zagreb, SR Kroatien, Jugoslawien) ist eine kroatische Schauspielerin, Pop-Sängerin und Songwriterin.

## Leben und Karriere
Antonija Šola wurde 1979 in Zagreb geboren. Sie verbrachte ihre Kindheit in Pula und Bjelovar. In Zagreb studiert sie erfolgreich Soziologie und Kroatistik. 1998 nahm sie an der Wahl zur Miss Kroatien teil. Von 2004 bis 2008 spielte sie in der kroatischen Seifenoper (kroat. Zabranjena ljubav, deut. Verbotene Liebe) die Rolle der Tina Bauer-Fijan. 2007 hatte sie als Sängerin eine Gastrolle in der kroatischen Fernsehserie Nad Lipom 35. Obwohl sie eher eine Schauspielerin ist, verfasste sie bis jetzt, sehr erfolgreich für insgesamt zwölf Musikalben und für dreizehn Liedtexte, die an kroatischen Musikfestivals gespielt wurden. Als Songwriter und Sängerin verfasste sie zum Beispiel für Toše Proeski mehrere Kompositionen mit dem sie auch gemeinsam, einige Male im Duett auftrat.
Šola trat außerdem 2008 beim kroatischen Musikfestival Dora, der auch zugleich Vorentscheid für die kroatische Vertretung beim Eurovision Song Contest ist, auf. Mit ihrem Lied Gdje je srce tu je dom erreichte sie die gleiche Punkteanzahl wie die Sieger Kraljevi Ulice & 75 Cents, jedoch gewannen diese, weil sie von der Jury mehr Stimmen als Šola bekamen und die Jurystimmen bei Gleichstand den Sieger bestimmen.
Zudem arbeitet Antonija Šola mit kroatischen, slowenischen und bosnisch-herzegowinischen Liedermachern, Musikern und Produzenten zusammen.

## Diskografie

### Alben
- 2007: Anđele
- 2008: Gdje je srce tu je dom
- 2009: Zemlja sreće
- 2013: Nezgodna
- 2018: Sretan Božić ljubavi

### EPs
- 2006: Zovem da ti čujem glas
- 2017: Antonija Šola

### Singles (Auswahl)
- 2006: Zovem da ti čujem glas
- 2007: Volim Osmijeh Tvoj (mit Toše Proeski)
- 2018: Sretan Božić Ljubavi
- 2020: Cijena Prave Ljubavi (mit Mario Roth)

## Produzenten-Diskografie
Mitarbeit an zwölf Musikalben:
- 2000 – Ja sam tvoja žena (Ich bin Deine Frau)
- 2001 – Ja sam tu (Ich bin da)
- 2002 – Ja sam vjetar zaljubljeni (Ich bin ein verliebter Wind)
- 2004 – Nakon toliko godina (Nach soviel Jahren)
- 2004 – Samo za tebe (Nur für Dich)
- 2005 – Budi uz mene (Bleib an meiner Seite) (für Toni Cetinski)
- 2006 – Anđeo s greškom (Engel mit einem Fehler)
- 2006 – Igraj, igraj, nemoj stat' (Spiel, spiel, hör nicht auf)
- 2006 – More sinje
- 2006 – Pratim te (Ich folge Dir)
- 2006 – Zovem da ti čujem glas (Ich rufe an, um Deine Stimme zu hören)
- 2007 – Igra bez granica (Spiel ohne Grenzen) (für Toše Proeski)

## Musikfestivals
Kompositionen für folgende Musikveranstaltungen in Kroatien:
- 1999 – Zadarfest 1999
- 2001 – Zagrebfest 2001
- 2003 – Dora 2003
- 2005 – Hrvatski Radijski Festival 2005
- 2005 – Zadarfest 2005
- 2006 – Hrvatski Radijski Festival 2006
- 2006 – Hrvatski Radijski Festival 2006 - 24 najbolja
- 2006 – Split 2006
- 2007 – Dora 2007
- 2007 – Hrvatski Radijski Festival 2007 – Finale
- 2007 – Hrvatski Radijski Festival 2007 – Pop Rock, Urbana
- 2007 – Pjesme ljubavne
- 2007 – Pjesme moru vol. 1